# 10997 Gahm
10997 Gahm è un asteroide della fascia principale. Scoperto nel 1978, presenta un'orbita caratterizzata da un semiasse maggiore pari a 2,6183600 UA e da un'eccentricità di 0,2089910, inclinata di 5,86272° rispetto all'eclittica.